# Marathon (jogo eletrônico de 2025)
Marathon é um futuro videogame de tiro em primeira pessoa desenvolvido e publicado pela Bungie. Anunciado em maio de 2023, o jogo é uma nova entrada na série original Marathon da Bungie, que começou em 1994. O novo Marathon está sendo desenvolvido como um jogo de tiro de extração multijogador com foco na jogabilidade jogador contra jogador (PvP) e na mecânica de extração de itens. Está previsto para ser lançado para PlayStation 5, Windows e Xbox Series X/S.

## Jogabilidade
Marathon é um jogo de tiro em primeira pessoa com temática de extração e multijogador. A história se passa no planeta Tau Ceti IV, no ano de 2893, onde colonos humanos da UESC Marathon, uma nave-colônia construída a partir da lua marciana Deimos, começaram uma nova colônia. Algum evento fez com que a maioria dos colonos desaparecesse, e os sobreviventes restantes formaram facções para vasculhar a colônia em busca de suprimentos. Essas facções contrataram "Runners", humanos que entregaram seus corpos em favor de corpos cibernéticos especializados, para se infiltrar na colônia, lutar contra Runners rivais e forças alienígenas no planeta e recuperar artefatos, dados e recursos valiosos.
Cada partida gira em torno da implantação em um ambiente compartilhado, buscando itens e tentando extraí-los com sucesso antes de ser eliminado por jogadores inimigos ou ameaças ambientais. A jogabilidade é focada principalmente em encontros jogador contra jogador (PvP), embora o jogo também apresente elementos jogador contra ambiente (PvE), incluindo inimigos e perigos controlados por IA. O jogo contará com até seis equipes de três jogadores em cada partida, embora os jogadores também possam participar como agentes solo ou em dupla em desvantagem competitiva. Os jogadores navegam em um mundo hostil, equilibrando riscos e recompensas. Os itens coletados durante uma partida são perdidos permanentemente se o jogador não conseguir extrair com sucesso, enquanto os itens coletados em extrações bem-sucedidas podem ser usados em partidas futuras.
Em vez de uma campanha tradicional para um jogador, Marathon incorpora elementos narrativos em evolução que são moldados pelas ações e decisões do jogador ao longo do tempo. Essas mudanças ocorrem ao longo das temporadas e eventos do jogo. Os jogadores terão acesso a opções de personalização, incluindo diferentes tipos de personagens, armas, equipamentos e habilidades. O jogo oferece suporte tanto para jogadores individuais quanto em equipes, com táticas e coordenação sendo essenciais para o sucesso. A Bungie confirmou que Marathon incluirá jogo multiplataforma completo e funcionalidade de salvamento cruzado entre plataformas.

## Desenvolvimento
Marathon é o primeiro grande novo título da Bungie desde que se tornou uma subsidiária da Sony Interactive Entertainment em 2022, e seu primeiro projeto em mais de uma década após a série Destiny. A Bungie revelou Marathon no PlayStation 2023 Showcase em 24 de maio de 2023. Em agosto de 2024, a Bungie passou por uma reestruturação, resultando na demissão de aproximadamente 17% de sua força de trabalho, o que impactou o cronograma de desenvolvimento do Marathon. O jogo foi desenvolvido por mais de 4 anos e com mais de 300 desenvolvedores.
De acordo com o diretor do jogo, Joe Ziegler, Marathon não pretende substituir o Destiny 2 da Bungie, que é focado principalmente no combate jogador versus ambiente (PvE) em vez do combate jogador versus jogador (PvP). Ziegler disse: "Acreditamos que Destiny 2 tem futuro, e a equipe que trabalha nele tem se esforçado muito para entender quais são as necessidades dos jogadores. Mas se você gosta de Destiny e gosta de muitas experiências sandbox PvP, e esses são outros jogos que você joga, então achamos que a Maratona pode ser algo muito emocionante para você."
Em abril de 2025, a Bungie lançou um jogo de realidade alternativa (ARG) que divulgava recursos de arte e informações sobre Marathon. Os jogadores resolveram o ARG para descobrir a data de uma transmissão ao vivo de revelação da jogabilidade planejada para 12 de abril de 2025. Além do trailer de gameplay, a Bungie revelou um trailer narrativo mais longo para o jogo dirigido por Alberto Mielgo. Um teste alfa fechado ocorreu de 23 de abril a 4 de maio de 2025; embora o teste fosse originalmente para exigir que os jogadores não revelassem nada sobre o jogo sob um acordo de confidencialidade, a Bungie retirou essa restrição, pois sentiu que era necessário obter feedback para o jogo. O alfa fechado foi recebido com decepção, com muitos críticos e jogadores acreditando que o lançamento do jogo deveria ser adiado. Em maio de 2025, Julia Nardin foi nomeada a nova diretora criativa da Marathon, substituindo Steve Cotton.
Em junho de 2025, a Bungie anunciou que o jogo havia sido adiado, com uma nova data de lançamento a ser anunciada no final do outono.
Marathon está planejado para PlayStation 5, Xbox Series X/S e PC, com suporte completo para cross-play e cross-save planejado. O jogo não exigirá uma conta PlayStation pem contraste com vários outros jogos apoiados pela Sony publicados em 2024, como Helldivers II.

### Controvérsia sobre plágio
Em maio de 2025, a artista independente escocesa Fern "Antireal" Hook postou comparações de capturas de tela entre designs do jogo Marathon e seus designs postados publicamente em 2017, que foram usados de forma inalterada ou em uma forma muito semelhante. A Antireal disse que a Bungie não obteve sua permissão para usar os designs em questão. Em uma entrevista ao The Washington Post, Antireal disse que, apesar de estar desconfiada após o lançamento inicial do material de marketing em 2023, ela só decidiu falar depois de poder revisar as imagens do jogo do alfa de abril de 2025. A Bungie afirmou nas redes sociais que um antigo artista da Bungie incluiu designs da Antireal sem o conhecimento da empresa. A empresa também afirmou que estava entrando em contato com a Antireal e estava "comprometida em fazer o que é certo pelo artista", além de realizar uma revisão completa dos ativos do jogo para verificar suas origens.